# 薩爾斯通-特馬什國家公園
15°56′33″N 88°59′56″W / 15.942513°N 88.999°W
薩爾斯通-特馬什國家公園是伯利兹的國家公園，位於該國南部，始建於1994年，面積170平方公里，該地區以闊葉林、濕地和紅樹林為主。